# Vicente Leñero Otero
Vicente Leñero Otero (* 9. Juni 1933 in Guadalajara; † 3. Dezember 2014 in Mexiko-Stadt) war ein mexikanischer Schriftsteller, Dramaturg, Journalist, Fernseh- und Kinodrehbuchautor.

## Biografie
Leñero studierte bis 1959 an der Fakultät für Ingenieurwesen der Universidad Nacional Autónoma de México (UNAM), als er sich der literarischen Arbeit und dem Theater zuwandte und auch an der Escuela de Periodismo Carlos Septién García ein Literaturstudium aufnahm.
Bereits 1963 wurde sein Theaterstück Los albañiles (Übersetzung von U. Kunzmann: „Sie haben Don Jesus umgebracht“) mit dem Premio Biblioteca Breve ausgezeichnet. Neben zahlreichen weiteren Auszeichnungen erhielt er 1995, 2000 und 2001 den Premio Ariel, jeweils für El callejón de los milagros, La ley de Herodes und El crimen del padre Amaro. 2001 erhielt er den „Xavier-Villaurrutia“-Preis und ein Jahr darauf den Nationalpreis für Wissenschaften und Künste in der Kategorie Literatur und Sprache.
Leñero starb am 3. Dezember 2014 in Mexiko-Stadt im Alter von 81 Jahren an Lungenkrebs.